# Ben Quayle
Benjamin Eugene „Ben” Quayle (ur. 5 listopada 1976) – amerykański polityk, członek Partii Republikańskiej, syn Dana Quayle'a. W latach 2011-2013 był przedstawicielem trzeciego okręgu wyborczego w stanie Arizona do Izby Reprezentantów Stanów Zjednoczonych.